# Cool Cat
«Cool Cat» (Tipo Genial) es una canción escrita por Freddie Mercury y John Deacon, y realizada por la banda de rock británica Queen como parte de su álbum Hot Space en el año 1982. Originalmente, en un principio, la canción presentó o presentaba a David Bowie en coros de voz secundaria, y algunas líneas de palabras habladas a un ritmo durante el medio ocho. Según Mercury en una entrevista televisiva de 1982, dado que éste, Bowie no estaba contento con los resultados, al no estar contento con el resultado, pidió que se le retirara de la canción, y solicitó que su voz fuera eliminada días antes de que se publicara su álbum principal. Con la excepción del piano eléctrico (que fue interpretado por Mercury), todos los instrumentos son tocados por Deacon, incluyendo baterías, guitarras y sintetizadores. En la versión del álbum de estudio, Freddie Mercury canta toda la canción entera completamente en Falsetto. La versión alternativa con la voz de Bowie aún intacta está ampliamente disponible en varias grabaciones de contrabando y en superficies de una prueba de vinilo Hot Space de principios de 1982 que se emitió en los Estados Unidos. Se puede escuchar a Deacon usando la técnica de bajo slap en toda la pista.
Se utilizó como lado B del sencillo de Las Palabras de Amor.

## Interpretaciones y actuaciones en vivo
Nunca fue interpretada ni tocada esta canción en vivo en los conciertos ni en las giras por Queen, y es una de las pocas canciones en las que no participa ni Brian May ni Roger Taylor.

## Créditos
- Escrita por: John Deacon y Freddie Mercury
- Producida por: Queen y Mack

- Músicos:
- Freddie Mercury: voz, piano eléctrico, sintetizador
- John Deacon: bajo, guitarra eléctrica, caja de ritmos

- Datos: Q868976